# 특전 유보트
《특전 유보트》(Das Boot 다스 보트[*])는 1981년 제작된 독일의 전쟁 서사 영화이다. 볼프강 페테르젠이 감독·각본했으며, 귄터 로르바흐 제작, 위르겐 프로흐노·헤르베르트 그뢰네마이어·클라우스 베너만이 출연했다. 극장 개봉과 TV 단막극 두 방식으로 공개되었으며, 개봉판 이외에도 감독판, 무삭제판 등 다양한 판본이 존재한다.
듀나는 “전쟁에 대한 혐오감을 온전하게 전달하는 몇 안 되는 장르 전쟁 영화”라며 별점 4점 만점에 4점을 주었다.

## 줄거리
1941년 10월, 독일 잠수함 U-96에 승선한 종군기자 베르너는 함장과 기관장의 안내로 프랑스 유흥업소를 방문하고, 그곳에서 승무원들을 만난다. 한 훈장 수여자가 만취 상태로 히틀러를 조롱하는 연설을 하는 것을 목격한다. 다음 날 아침, U-96은 라로셸 항구를 떠나고 베르너는 잠수함 내부를 둘러보며 새로운 승무원들과 베테랑 승무원들 사이의 이념적 차이를 느낀다. 특히, 전쟁에 대해 냉소적인 함장의 모습과 나치즘에 대한 신념이 강한 한 장교의 모습이 대비된다.
지루한 나날이 이어지던 중, 다른 잠수함의 적 수송선 발견 소식에 승무원들은 들뜨지만, 곧 영국 구축함에게 발각되어 심해 폭격 공격을 받는다. 간신히 탈출한 후 북대서양 폭풍우 속에서 3주를 보낸다. 여러 불운한 사건으로 사기가 떨어진 승무원들은 우연히 다른 독일 잠수함과 마주치며 잠시 기운을 되찾는다. 폭풍이 끝난 후, 영국 수송선단을 발견하고 어뢰를 발사해 두 척을 침몰시킨다. 그러나 구축함에게 발각되어 잠수함의 한계 심도까지 잠수해야 한다. 심해 폭격 공격 중 기관장은 공황 상태에 빠진다. 가까스로 수면 위로 부상한 후, 이전 어뢰 공격으로 화염에 휩싸인 영국 유조선을 다시 공격하지만, 선원들이 여전히 배에 타고 있다는 사실을 알게 된다. 구조할 여력이 없는 함장은 선원들이 바다에 뛰어드는 모습을 외면한다.
크리스마스에 라로셸로 돌아갈 생각에 들떠있던 승무원들에게 이탈리아 라 스페치아로 가라는 명령이 떨어진다. 이는 영국 해군이 방어하는 지브롤터 해협을 통과해야 함을 의미한다. 잠수함은 중립국인 스페인의 비고 항구에서 독일 상선과 비밀리에 만나 연료와 어뢰를 보급받는다. 함장은 독일 영사관으로부터 베르너와 기관장을 독일로 돌려보내달라는 요청이 거부당했다는 소식을 듣는다. 보급을 마친 잠수함은 이탈리아로 향하고 지브롤터 해협 근처에서 영국 전투기의 공격을 받아 심각한 손상을 입는다. 항해사는 부상을 입고, 함장은 잠수함을 잃더라도 승무원들을 살리기 위해 북아프리카 해안으로 전속력으로 향한다. 영국 군함의 포격에 잠수함은 어쩔 수 없이 잠수하지만, 수심 조절에 실패하고 한계 수심 직전 해저에 부딪혀 멈춘다. 승무원들은 산소가 부족해지기 전에 수리를 시도하고 16시간이 지나서야 간신히 수면으로 부상하여 라로셸로 돌아온다.
크리스마스 이브에 라로셸에 도착하지만, 항구는 영국 공군의 폭격을 받는다. 여러 승무원들이 사망하고 부상당한다. 베르너는 함장이 잔해에 깔려 죽어가는 잠수함을 바라보며 부상을 입은 채 죽어가는 모습을 발견한다. 함장이 죽자 베르너는 슬픔에 잠긴 채 주위를 둘러본다.

## 출연

### 주연
- 주겐 프로크노
- 클라우스 웨네먼
- 허버트 그로네메이어

### 조연
- 허버터스 벵슈
- 마틴 세멀로지
- 벤드 토버
- 어윈 레더
- 하인즈 호에닉

## 기타
- 원작자: 로더 G. 부쉐임
- 미술: 괴츠 바이드너
- 미술: 롤프 제헷보어
- 의상: 모니카 바우어트

## 같이 보기
- 대서양 전투 (제2차 세계 대전)